# فرانز غوتس
فرانز غوتس (بالألمانية: Franz Götz)‏ هو سياسي ألماني، ولد في 16 سبتمبر 1945 في ألمانيا. حزبياً، نشط في الحزب الديمقراطي الاجتماعي الألماني. انتخب عضو مجلس الشورى الموحد لبافاريا.